# 倭叉角羚
倭叉角羚（Capromeryx minor）是非常細小及已滅絕的羚羊，其遺骸於美國加利福尼亞州的拉布雷亞瀝青坑及其他地方發現。牠們肩高約60厘米，重約10公斤。現時仍未知雌性倭叉角羚是否如雄性般有角。每隻角都有一對短直的分叉，兩隻角則互相平行。已描述的C. furcifer、C. mexicana及C. minimus很可能與倭叉角羚是同一物種。
其种加词“minor”意为“较小的”。
倭叉角羚的化石在德克薩斯州、內布拉斯加州、堪薩斯州、新墨西哥州、索諾拉州、下加利福尼亞州及近墨西哥城都有發現。牠們的標本估計是屬於阿文頓階及蘭喬拉布爾階之間。